# Matheuzinho
Matheus França Silva, ou plus simplement Matheuzinho, né le 8 septembre 2000 à Londrina, est un footballeur brésilien qui évolue au poste d'arrière droit au SC Corinthians.

## Biographie

### Carrière en club
Formé à Londrina, dans le club de sa ville natale, Matheuzinho rejoint le CR Flamengo en janvier 2019 pour un transfert de 180 000 €, son club formateur conservant 50% de ses droits.
Avec Flamengo, il est notamment champion du Brésil en 2020, où le club se voit sacré le 25 janvier 2021, après avoir lutté avec l'Inter jusqu'à la dernière journée d'un championnat perturbé par la pandémie.

## Palmarès
Flamengo
- Championnat du Brésil (1) :
  - Champion : 2020.